# Langue de travail
Une langue de travail est une langue à laquelle on attribue un statut légal dans une entreprise supranationale, dans une organisation internationale, dans un État ou une autre organisation comme son moyen principal de communication. En premier lieu, c'est la langue employée pour la correspondance et la conversation quotidiennes, puisque l'organisation a en général des membres qui proviennent d'environnements linguistiques et culturels diversifiés.
La plupart des organisations internationales ont des langues de travail pour leurs services. Dans une organisation donnée, une langue de travail peut ou non être aussi une langue officielle.
La langue de travail est tout aussi importante que la langue officielle, car elle conditionne le travail effectivement réalisé, et in fine le rayonnement culturel d'un pays.

## Langues de travail d'institutions internationales

### Commission européenne
La Commission européenne a trois langues de travail : anglais, français et allemand. Ces trois langues étaient aussi les plus parlées des 24 langues officielles de l'Union européenne avant le Brexit.

### Secrétariat des Nations unies
Le secrétariat de l'Organisation des Nations unies (ONU) a deux langues de travail : l'anglais et le français.

### Conseil de l'Europe
Le Conseil de l'Europe a deux langues de travail : l'anglais et le français.

### Organisation du traité de l'Atlantique nord
L'Organisation du traité de l'Atlantique nord (OTAN) a deux langues de travail : l'anglais et le français.

### Organisation de coopération et de développement économiques
L'Organisation de coopération et de développement économiques (OCDE) a deux langues de travail : l'anglais et le français.

### Organisation des Nations unies pour l'éducation, la science et la culture
L'Organisation des Nations unies pour l'éducation, la science et la culture (UNESCO) a deux langues de travail : l'anglais et le français.

### Communauté de développement d'Afrique australe
La Communauté de développement d'Afrique australe a trois langues de travail : l'anglais, le français et le portugais.

### Fédération internationale de football association
La Fédération internationale de football association (FIFA) a quatre langues de travail : l'allemand, l'anglais, le français et l'espagnol. Auparavant[Quand ?], le français était la seule langue officielle de l'organisation mais actuellement, l'anglais est la langue officielle pour les comptes rendus, correspondances, et annonces.

### Organisation de coopération de Shanghai
L'Organisation de coopération de Shanghai a deux langues de travail : le chinois et le russe.

## Spécialisations par disciplines
Une langue peut être plus adaptée pour certaines applications que pour d'autres.
Par exemple, l'anglais est très utilisé pour les applications scientifiques, techniques, économiques, financières et, bien sûr, informatiques.
Le français reste très apprécié pour la diplomatie et le droit.
Le français est la langue du délibéré dans le système juridictionnel de l'Union européenne. Les arrêts et les avis de la Cour de justice de l'Union européenne (CJUE) et du Tribunal de première instance sont ainsi rendus en français, des traductions étant ensuite disponibles dans toutes les autres langues.

## Cas de l'espéranto
L'espéranto est une langue construite conçue à la fin du XIXe siècle dans le but de faciliter la communication entre personnes de langues différentes, à travers le monde entier. Cette création étant contemporaine de la naissance des premières associations et organisations internationales, il a très tôt été question d'utiliser l'espéranto en tant que langue auxiliaire internationale neutre, en particulier en tant que langue de travail au sein de certains de ces organismes :
- C'est naturellement la langue de travail d'associations liées au mouvement espéranto telles que l'Association mondiale d'espéranto ou l'Association mondiale anationale.
- Des partis politiques tels que Europe Démocratie Espéranto proposent son adoption comme langue commune à l'Europe, et l'utilisent comme langue de travail.
- Au début des années 1920, il fut proposé par l'Iran d'adopter l'espéranto comme langue de travail de la Société des Nations. Dix délégués acceptèrent la proposition contre un seul, le délégué français Gabriel Hanotaux, qui n'appréciait pas le fait que le français perde sa position de langue de la diplomatie et voyait dans l'espéranto une menace. Ce veto empêcha le projet de se réaliser[5].
- L'espéranto est la principale langue de travail de l'Académie internationale des sciences de Saint-Marin et est une langue de travail de réseaux d'entraide, d'associations pacifistes telles que Citoyens du monde ou l'Association suisse des éducateurs à la paix[6].

L'espéranto fut créée pour être une langue neutre, mettant ainsi toutes les nations sur un pied d'égalité puisque celles-ci n'auraient pas à s'adapter à une langue dominante dont les locuteurs seraient privilégiés. Les organismes faisant le choix de l'espéranto comme langue de travail cherchent généralement une certaine égalité parmi leurs membres, et une rupture avec un impérialisme linguistique.